# Rosières-près-Troyes
Rosières-près-Troyes là một xã ở tỉnh Aube, thuộc vùng Grand Est ở phía bắc miền trung nước Pháp.

## Dân số
| Năm | 1962 | 1968 | 1975  | 1982  | 1990  | 1999  |
| --- | ---- | ---- | ----- | ----- | ----- | ----- |
| Dân số | 387  | 527  | 1 096 | 1 804 | 2 283 | 2 608 |
| From the year 1962 on: No double counting—residents of multiple communes (e.g. students and military personnel) are counted only once. |      |      |       |       |       |       |